# Marie de Portugal (1538-1577)
 (août 2024).
Si vous disposez d'ouvrages ou d'articles de référence ou si vous connaissez des sites web de qualité traitant du thème abordé ici, merci de compléter l'article en donnant les références utiles à sa vérifiabilité et en les liant à la section « Notes et références ».
Pour les articles homonymes, voir Marie de Portugal.
Maria d'Aviz de Portugal, née le 12 août 1538 à Lisbonne et morte le 7 septembre 1577 à Parme
est une princesse portugaise. Par son mariage avec Alexandre Farnèse, elle devient duchesse héritière de Parme et de Plaisance.

## Biographie
Maria, infante de Portugal, est la fille du prince Édouard, 4e duc de Guimarães, et Isabelle de Bragance. Dans le cadre de la politique menée par Philippe II d'Espagne et par Octave Farnèse, duc de Parme et de Plaisance, elle épouse Alexandre Farnèse, le fils du duc. Le mariage est célébré à Bruxelles le 11 novembre 1565, auprès de la cour de Philippe II. Les fêtes sont tellement somptueuses que les dépenses, toutes à charge du roi, semblent excessives même au duc. Le couple s'installe à Parme en 1566. L’année suivante naît leur premier enfant, Marguerite (Margherita) puis en 1569, Ranuce (Ranuccio), futur duc de Parme et de Plaisance et en 1573, Édouard (Odoardo), futur cardinal.
Maria est une femme d'une grande dévotion religieuse et très amoureuse de son mari bien que celui-ci fréquente publiquement de nombreuses dames du duché. Humiliée par cette situation, Maria s'investit dans les œuvres de charité.
Elle meurt à l'âge de 39 ans, en 1577. Peu de mois après, Alexandre retourne en Flandre et ne revient plus à Parme. Sa dépouille repose au côté de son mari Alexandre, dans la basilique Santa Maria della Steccata à Parme.